# Hipposideros macrobullatus
Hipposideros macrobullatus is een zoogdier uit de familie van de bladneusvleermuizen van de Oude Wereld (Hipposideridae). De wetenschappelijke naam van de soort werd voor het eerst geldig gepubliceerd door Tate in 1941.

## Voorkomen
De soort komt voor in Indonesië.